# Los chicos quieren rock
Los chicos quieren rock es el segundo álbum de estudio de la banda de rock argentina Los Ratones Paranoicos, editado en 1988 por Del Cielito Records.
El álbum contiene varias canciones de culto para los fans como "Carolina", "Sucio gas", "El hada violada" y "Enlace". En el año 2013, la revista Rolling Stone de Argentina lo ubicó en el puesto 36º de su lista de los 100 mejores álbumes del rock argentino.

## Historia
Este es el álbum que los hizo conocidos, y no dista mucho de lo que ya habían hecho en su disco debut. Desde este punto, sabiendo que todas sus canciones tienen la misma fórmula, lo que queda entonces es distinguir su nivel compositivo para deducir sus mejores momentos. Es ahí donde encontramos algunos temas que realmente divierten y otros que lo son en menor escala. “El hada violada”, “Gran desorden” y “Ella está de mi lado” son los claros ejemplos de lo que es hacer rock barrial inmemorable. Y “Líder algo especial” es un plagio a ellos mismos, tiene el mismo riff que “Movamos” de su primer álbum, pero con menos energía. 
La canción “Carolina” fue el hit más famoso del disco. “Enlace” es otro número que sobresale, es un rocker bastante dinámico que recuerda mucho a los Sex Pistols. “Sucio gas” es de los más recordables dentro de sus temas. Y por último esta “Lluvia de héroes”, muy bueno por la producción.
Pese a que se grabaron en distintos momentos, Juanse ve a sus dos primeros discos como parte de un mismo proceso. “Se mezclan las aguas a la hora de definir cuáles son los temas de cada uno. Por ahí la diferencia es que en el primer disco tuvimos que adaptarnos un poco al sonido del momento para atrapar a alguien. En el segundo, en cambio, ya salimos con el sonido que realmente queríamos.” Y esa diferencia se notó en el sonido un poco más opaco que tuvo el debut respecto de Los chicos quieren rock, que –como destacó el periodista José Bellas en el texto introductorio a un compilado especial sobre la banda– los emparentó con grupos de esa época como Los Pillos o Fricción, aunque –-en el caso de los Ratones– con un pulso decididamente más callejero, más Lou Reed, más palo y a la bolsa, que no tenían aquellos grupos. “Ya en el primer álbum dejamos en claro que no éramos hijos de nadie”, sostiene Juanse. “Los temas eran nuestros, el sonido era nuestro. Era la primera vez que se escuchaba algo así. No ibas a encontrar ese sonido en ninguna parte del mundo.”

### Los chicos quieren rock 1988-2009
En el año 2009 Los Ratones Paranoicos festejaron el vigésimo aniversario (22 años al momento de esta edición) de uno de los mayores clásicos de su discografía. La nueva versión de Los chicos quieren rock fue producida nuevamente por Gustavo Gauvry y grabada en vivo en abril de 2009 en el estudio Norberto Napolitano, para el programa Cuál es?de la FM Rock & Pop de Buenos Aires. 
La edición incluye también el álbum original, y hay una versión con DVD (un concierto grabado en Cemento en el 88). El regreso del cofundador Pablo Memi restablece la formación original; agrandan la banda Germán Wiedemer en teclados, el armonicista Ruben Gaitán, una sección de vientos y, en tres temas, el gran guitarrista Jimmy Ripp (Mick Jagger, Tom Verlaine), que aporta magníficos solos en "Rainbow" y "Líder algo especial". Juanse no pretendió calcar las versiones sino actualizarlas, con un sonido denso, cargado de energía guitarrera y grooves profundos, que mantiene el espíritu de las originales y profundiza el clima caótico, de peligro inminente que es una de sus marcas de fábrica.

## Lista de canciones
* Todos los temas escritos por Juanse.
Lado A
1. Carolina (3:02)
2. Sucio gas (2:50)
3. El hada violada (2:53)
4. Gran desorden (2:35)
5. Ceremonia en el hall (2:54)
6. Lluvia de héroes (2:55)

Lado B
1. Ella está de mi lado (3:55)
2. Enlace (3:10)
3. Una noche no hace mal (3:48)
4. Líder algo especial (3:22)
5. Rainbow (2:46)

## Lista de canciones de la edición 2009
CD1Los chicos quieren rock: Versión original remasterizada 1988.
1. Carolina (3:02)
2. Sucio gas (2:50)
3. El hada violada (2:53)
4. Gran desorden (2:35)
5. Ceremonia en el hall (2:54)
6. Lluvia de héroes (2:55)
7. Ella está de mi lado (3:55)
8. Enlace (3:10)
9. Una noche no hace mal (3:48)
10. Líder algo especial (3:22)
11. Rainbow (2:46)

CD2Los chicos quieren rock: Nueva versión 2009.
1. Una noche no hace mal (4:11)
2. Enlace (4:24)
3. Gran desorden (2:52)
4. Rainbow (4:16)
5. El hada violada (4:01)
6. Ella está de mi lado (4:38)
7. Ceremonia en el hall (3:52)
8. Líder algo especial (3:20)
9. Carolina (3:17)
10. Sucio gas (3:10)
11. Lluvia de héroes (3:11)

## Músicos
- Juanse: voz y guitarra.
- Sarcófago: guitarra y coros.
- Pablo Memi: bajo y coros.
- Roy: batería.

Músicos invitados
- Germán Wiedemer: teclados.
- Rubén Gaitán: armónicas.
- Pablo Fortuna: saxo tenor.
- Fabián Veglio: trompeta.
- Marcelo Garófalo: saxo barítono.
- Jimmy Ripp: guitarra.